# 段彩華
段彩華（1933年2月12日—2015年1月13日），生於江蘇宿遷新安鎮，台灣小說家。

## 生平
1939年冬，段彩華在逃到鄉下兩年後，回到家中並入讀小學一年級。1945年夏小學畢業。1946年春入讀徐州建國中學，1948年夏畢業；1948年秋入讀徐州市立中學高中一年級；1948年11月隨山東第三聯合中學流浪，離開徐州，翌月遷至湖南衡山、霞流、李家大屋居住。1949年5月隨堂兄段彩祥從軍，自長沙輾轉隨軍到台灣，1949年6月於台南受訓，並已不斷寫作，於1962年秋因服役期滿退役。其後畢業於革命實踐研究學院大眾傳播系。旋即來到台灣曾任記者、校對（精忠報，1953年春）、少尉軍官(1959年秋)、陸軍總部副官處書刊中心書庫管理員(1959年秋)、中國青年寫作協會總幹事、《幼獅文藝》主編，並從事戲劇研究，晚年專事寫作。1972年3月結婚。
段彩華曾出版二十多部的長、短篇小說，晚年仍執筆不輟。在五、六零年代與小說家朱西甯、司馬中原齊名，與同樣為軍旅作家的二人被並稱為「軍中三劍客」或「軍中文藝三健將」。但段彩華本人與朱西甯同樣非常在意這樣的稱號，於2009年向國立台灣文學館表示，不希望再被稱為「三劍客」或「三健將」。
2015年1月13日，因心肌梗塞辭世，享年81歲。
其短篇小說〈押解〉曾被吳念真改編為舞台劇劇本《押解：菜鳥警察老扒手》（台灣文學劇場三步曲），2015年10月由綠光劇團演出。

## 作品特色
段彩華擅於運用動態描寫，使其小說具有蒙太奇般的效果。故事背景則多來自故鄉、軍中，或以現實為題材，深刻地挖掘人性，充滿人道精神，並闡揚正義。
司馬中原評價段彩華作品：「整體說來，段彩華先生的小說作品，恒以靈動的筆觸和高度的時空壓縮技巧顯呈情境，他手裏的筆，一如魔術師手中的魔杖，準確的一揮，便帶給人一個世界，他運用虛實快慢參差的筆致，運用豐富的比喻和象徵，構成他表現的網絡，網住人感覺的中樞，他善於造境，而又能將其還歸自然，這較諸自然成境的作家，在技巧上更見高明，他通篇無贅詞，無廢話的表達方式，使我這捧讀他作品多年的人心儀無已，我常對很多朋友說：你們若想了解什麼是小說，要讀段彩華先生的作品，那是小說中的小說。」

## 榮譽
- 中篇小說〈幕後〉榮獲中華文藝獎金委員會「五四」獎金（1952年）
- 榮獲台灣省文藝作家協會頒贈第三屆中興文藝獎（1980年）
- 榮獲中國文藝協會頒贈中國文藝獎章小說創作獎（1989年）
- 《王貫英先生傳》榮獲第三十四屆中山文藝創作獎傳記文學獎項（1999年）

## 主要作品

### 短篇小說集
- 《段彩華自選集》（黎明文化，1975，中國新文學叢刊)
  - 作品︰黃色鳥、小孩和狼、驢子上坡、小孩求雨、九龍崖、插槍的枯樹、病厄的河、門框、鋼絲空蕩、無門草屋、狂莽的大尉、星光下的墓地、玩偶、壽衣、紅色花籃、女人、山崩
- 《雪地獵熊》（三民書局，1979；弘雅三民圖書股份有限公司，2023）
- 《野棉花》（爾雅出版社，1986）
- 《一千個跳蚤︰段彩華幽默小說選集》（世茂出版社，1987）
- 《百花王國 : 段彩華短篇小說精選》（世茂出版社，1988）
- 《段彩華小說選集》（臺灣商務印書館，2006）
- 《放鳥的日子》（新北市政府文化局，2013）

### 長篇小說
- 《上將的女兒》（九歌出版社，1988）
- 《清明上河圖》（九歌出版社，1996）
- 《花燭散》（九歌出版社，1997）
- 《北歸南回》（聯合文學，2002）

## 其他
- 《民國第一位法學家︰王寵惠傳》（近代中国出版社，1982）
- 《我當幼年兵》（彩虹出版社，2003）

## 研究段彩華作品的著作
- 《臺灣現當代作家研究資料彙編86：段彩華》（張恆豪、封德屏，國立臺灣文學館，2016）
- 《臺灣老兵的返鄉之途 : 段彩華北歸南回研究》（陳建華，花木蘭文化，2021）

## 參看條目
- 反共文學